# Kroniek van de Nederlandse Oorlog
Kroniek van de Nederlandse Oorlog is de vertaling van een boek uit de 17e eeuw, geschreven door de Nederlandse geleerde en staatsman Hugo de Groot.  De oorspronkelijke Latijnse titel is Annales et Historiae de rebus Belgicis.  Letterlijk vertaald zou dat betekenen jaarboeken en historiën van de gebeurtenissen in de Nederlanden.  In het Latijn van de moderne tijd stond het bijvoeglijk naamwoord Belgicus voor Nederlands of dat wat met de Nederlanden te maken heeft, in de zin van alle 17 gewesten van de oude 'Lage Landen'.
Het boek handelt over de Nederlandse geschiedenis in de tijd van Hugo de Groot, en dat gaat dan uiteraard over de Nederlandse Opstand of de opstand van de Nederlanders tegen hun vorst, koning Filips II van Spanje.  De Groot schreef deze geschiedenis tussen 1601 en 1612 in opdracht van de Staten van Holland, die het vervolgens niet lieten uitgeven. Het verscheen pas postuum een halve eeuw later.  Het boek werd een eerste keer in het Nederlands vertaald in 1681 door de Dordtse schoolmeester Joan Goris (Hugo de Groots Nederduitsche Jaerboeken en Historien sedert het jaar MDLV tot het jaar MDCIX).  Zoals deze titels aangeven, bestond het oorspronkelijke werk uit twee delen; de Annales, dit zijn 5 boeken (nu zouden we zeggen hoofdstukken) over de periode 1559-1588, en de Historiae, 18 boeken over de periode tot aan het begin van het Twaalfjarig Bestand (1609). Een nieuwe hedendaagse vertaling van Jan Waszink is uitgegeven in 2014 onder de titel Kroniek van de Nederlandse Oorlog. De Opstand 1559-1588. Zoals blijkt uit deze titel gaat het hier enkel om een vertaling van de Annales.  Die zijn volgens de vertaler interessanter; De Groot veroorlooft zich meer zijn eigen visie te geven omdat de hoofdrolspelers van die periode inmiddels overleden zijn of niet langer actief. In 2023 verscheen een versie van Waszinks editie met de oorspronkelijke Latijnse tekst van de Annales, een nieuwe Engelse vertaling en een uitvoerige inleiding.
De Groot beschrijft de Opstand weliswaar vanuit de Republiek die hem betaalt, maar hij doet dat toch niet met de gebruikelijke heroïek tegenover de wrede Spaanse onderdrukking.  De stijl is eerder de on-bevlogen beschrijving naar het voorbeeld van de Romeinse geschiedschrijver Tacitus.  Van de Nederlanders, zowel Hollanders als Zeeuwen, Vlamingen, Brabanders, Luxemburgers, Walen, ..., komt vooral in beeld hoe hun leidende figuren tekortschieten en hoe na de Val van Antwerpen in 1585 bijna het hele project in gevaar komt.

## Citaten
Het is hier niet nodig de hele geschiedenis van de Tachtigjarige Oorlog te herhalen; die duurt na het afsluiten van de Annales overigens nog voort.  Enkele citaten kunnen de stijl en de inhoud van het boek toelichten. 
- "... de Walen. Dit is de naam van een aantal volkeren in de Nederlanden die aan Frankrijk grenzen en zich van de andere onderscheiden doordat ze Frans spreken en een krijgshaftiger karakter hebben"  (blz. 51).
- "Aldus gooide in de grote stad Brussel, hoewel Alva daar zelf aanwezig was, iedereen zijn werkplaatsen en herbergen dicht uit protest tegen de slavernij" (blz. 66).
- "Deze heren (Hollanders en Zeeuwen) hebben aanvankelijk de majesteit van de Fransen, daarna die van de keizers erkend, in dier voege dat ze zich niet aan hun wetten onderwierpen"  (blz. 78).
- "Ook de Vlamingen hervonden hun ware aard, een woelziek volk, en ook vroeger al nauwelijks in staat hun vorsten te verdragen, toen dat nog slechts vorsten waren" (blz. 95; bedoeld is: zeker nu het de koning van Spanje is, die de vorstendommen geërfd heeft).
- "Ter bezegeling van deze afspraken (het verzet tegen de koning) werd in Gent een pacificatie gesloten tussen alle landen, behalve Luxemburg, waar de regeerders in hun private belangen afhankelijk waren van het Spaanse huis en het volk van oudsher onverzettelijk vasthoudt aan zijn trouw aan de vorsten" (blz. 98 : Pacificatie van Gent of de Generale Unie van 1576).
- "De Gentenaren zijn van alle Vlamingen nog wel het gemakkelijkst in oproer te ontsteken en bovendien behept met een afkeer van adel" (blz. 102; de extreem calvinistische Gentse Republiek, 1577).
- Zo gebeurt dan ook wat (volgens De Groot) niet had mogen gebeuren.  "Aldus trad tot 's konings partij de enorme strijdkracht toe die de Walen zijn, een volk dat zich thuisvoelt in de oorlog en van wier gevaar de Spanjaard nu gebruik kon maken.  Zo kwam er alweer een einde aan alle Nederlandse eendracht" (blz. 121).
- Oranje wordt vermoord in 1584 en Antwerpen valt in 1585. "Aan de Schelde ligt Antwerpen, de belangrijkste stad in de Nederlanden, waar al het handelsverkeer van Zeeland naar Brabant doorheen gaat."  ... "De algemene verslagenheid werd nog vergroot door de enorme stroom vluchtelingen uit Brabant en Vlaanderen.  Zij verspreidden zich over Holland en Zeeland en brachten de door de oorlog uitgeputte krachten op een hoger plan.  Algauw bleek dit een onmiskenbaar voorteken van betere tijden   (blz. 176; De Groot lijkt dus toch wel tevreden en voorziet hier in 1612 de Gouden Eeuw).